# Denton (Northamptonshire)
Denton is een civil parish] in het bestuurlijke gebied South Northamptonshire, in het Engelse graafschap Northamptonshire met 739 inwoners.